# ISO 19105
Lo standard ISO19105 - Conformità e prove fa parte degli standard prodotti da ISO/TC211 e la struttura, i concetti e le metodologie per la verifica ed i criteri di conformità necessari alla famiglia di norme ISO relative alle informazioni geografiche. Essa fornisce una struttura per la specifica di sequenze astratte di prova (Abstract Test Suites ATS) e per la definizione delle procedure da seguire nelle verifiche di conformità.
La conformità può essere riconosciuta per i dati o prodotti software o servizio o per specifiche, compresi i profili o standard funzionali.
L'unificazione dei metodi di prova e i criteri per la conformità agli standard per le informazioni geografiche consentirà la verifica di conformità agli standard stessi.
La possibilità di verificare la conformità agli standard è importante per gli utenti delle informazioni geografiche per trasferire e condividere dati.
La norma si applica a tutte le fasi di verifica di conformità. Tali fasi sono caratterizzate dalle seguenti attività principali:
- la definizione di sequenze astratte di prova (ATS) per la conformità alle norme ISO relative alle informazioni geografiche;
- la definizione di metodi di prova per la conformità alle norme ISO relative alle informazioni geografiche;
- il processo di verifica di conformità condotto da un laboratorio di prova per un cliente, che termina con la produzione di un rapporto di verifica di conformità.

La norma italiana UNI-EN-ISO19105 Archiviato il 27 settembre 2007 in Internet Archive. è la versione ufficiale in lingua inglese della norma europea EN ISO 19105 (edizione gennaio 2005).